# Kuchnia bengalska

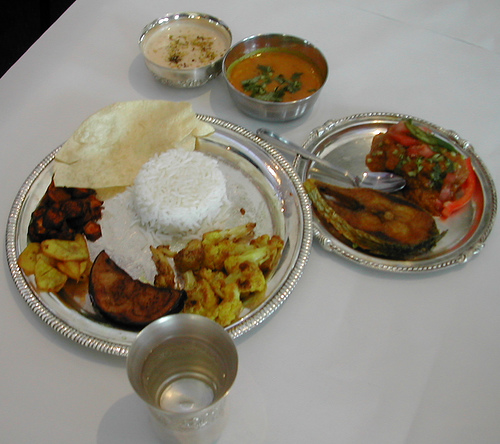
Bengalski obiad

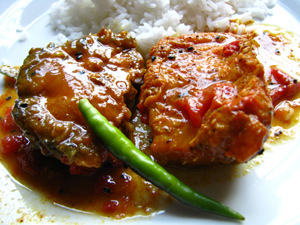
Maććher dźhol – tradycyjna potrawa z ryby

Kuchnia bengalska – tradycje kulinarne historycznego Bengalu, współcześnie podzielonego na indyjski Bengal Zachodni i państwo Bangladesz. Podstawą pożywienia jest ryż. To co odróżnia kuchnię bengalską od innych regionalnych kuchni Subkontynentu Indyjskiego jest bogactwo dań z ryb, najczęściej słodkowodnych, oraz owoców morza. Typowy Bengalczyk spożywa potrawy z ryb przynajmniej raz dziennie. Popularne są zwłaszcza ryby hilsa i rohu. W odróżnieniu od Indii północnych i środkowych, gdzie do smażenia używa się przede wszystkim ghee, i Indii południowych, gdzie dominuje olej kokosowy, kuchnia bengalska wyraźnie preferuje olej gorczycowy. Ulubioną przyprawą jest panć phoran, mieszanina nasion pięciu roślin.
Inną charakterystyczną cechą kuchni bengalskiej jest upodobanie do smaku słodkiego, co w rezultacie daje wielką różnorodność wszelkiego typu deserów i słodyczy, a także skłania do dodawania cukru lub jaggery do większości potraw, nawet tych w założeniu słonych czy pikantnych.

## Typowe dania
- maććher dźhol - curry rybne

## Desery
- rasgulla
- sandeś